# Jus de non evocando
 (août 2017).
Si vous disposez d'ouvrages ou d'articles de référence ou si vous connaissez des sites web de qualité traitant du thème abordé ici, merci de compléter l'article en donnant les références utiles à sa vérifiabilité et en les liant à la section « Notes et références ».
Le Jus de non evocando est un principe général du droit qui permettait à tout justiciable d'exiger d'être jugé devant la juridiction dont il relève le plus directement, et donc de s'opposer à ce que le procès soit instruit et jugé ailleurs, juridiction de rang inférieur ou éloignée généralement.
Il est présent dans plusieurs constitutions[Lesquelles ?] et une notion importante de droit international par laquelle les États refusent parfois d'extrader leurs citoyens vers un autre État. Le principe a également été avancé devant les tribunaux ad hoc puisqu'ils ont affirmé leur primauté.

## Histoire
Historiquement, le droit d’appellation et d’évocation (Appellations- und Evokationsrecht ; jus appelando et jus evocando) désigne le droit de l’Empereur, juge suprême dans l’Empire, de s’emparer et de décider de tout litige au détriment d’autres pouvoirs juridiques. Dans le contexte d’une opposition grandissante avec les états d’Empire, ce droit fut de plus en plus contesté par les pouvoirs territoriaux qui obtinrent finalement que certains procès ne puissent plus – ou seulement sous des conditions particulières – être transférés devant les tribunaux d’Empire.
La plupart des princes les plus puissants obtiennent d’abord des privilegia de non evocando (Nichtevokationsprivilegien, privilèges de ne pas être soumis au droit d’évocation), parfois dès le 14e siècle (pour les trois électeurs ecclésiastiques et le roi de Bohème dans la première moitié du siècle, pour les autres princes-électeurs avec la Bulle d’Or en 1356). Dans certains cas, ces privilèges furent complétés par le droit d’interdire aux sujets de se tourner vers les tribunaux d’un autre territoire (Gerichtsstandprivilegium, privilège de la compétence judiciaire). Avec l’instauration de la Chambre de justice Impériale en 1495, ces deux privilèges perdirent pourtant leur sens car le règlement du nouveau tribunal stipulait clairement que chaque sujet ne devait être soumis en première instance qu’à la juridiction de son prince territorial.
L’instrument de l’appellation (du latin appellare) donnait aux sujets le droit de faire appel auprès des tribunaux d’Empire contre une décision de la justice territoriale à laquelle ils étaient soumis. Il ne s’impose dans l’Empire qu’au cours du 15e siècle et avec la réception du droit romain. Pour contrer ce nouveau rôle de la justice impériale, celui d’une instance de contrôle par rapport aux juridictions territoriales, la plupart des états d’Empire tentent d’obtenir des exceptions à cette règle, les privilegia de non appellando (privilèges d’interdire aux sujets de faire appel auprès des tribunaux d’Empire). Ces privilèges pouvaient être illimités (dans ce cas, tout appel était interdit, sauf pour des procès refusés ou délibérément retardés – ce droit supposait généralement l’existence d’une justice territoriale à plusieurs niveaux et donc la possibilité de faire appel auprès d’une cour supérieure de justice territoriale) ou limités (dans ce cas, l’appel était possible pour certaines sortes de conflits ou à partir d’une valeur fixée du litige). Pour faire respecter ces privilèges, dans la salle d’audience de la Chambre de justice impériale, un panneau était fixé au mur avec la liste de tous les états d’Empire qui en jouissaient.

## Problèmes de traduction
Le langage juridique allemand de l’époque moderne se référant généralement aux formes latines, il est préférable de ne pas traduire cette formule (ou de traduire seulement le mot privilegium = privilège). Si une traduction paraît pourtant inévitable, il ne sera pas possible de recourir à une simple translation littérale (« privilège de ne pas faire appel »), trop imprécise (privilège donné à qui ?, appel par et à qui ?). Il faudrait donc procéder à une explication complète en mettant « privilège donné à un état d’Empire d’interdire à ses sujets de faire appel auprès des tribunaux d’Empire ».